# カウフンゲン
カウフンゲン (ドイツ語: Kaufungen) は、ドイツ連邦共和国ヘッセン州カッセル郡に属す町村（以下、本項では便宜上「町」と記述する）である。

## 地理
カウフンゲンはカッセルの東、ロッセ川の狭い谷に位置し、カウフンゲンの森とゼーレ山地に取り囲まれている。

### 隣接する市町村
カウフンゲンは、北はニーステタールおよびニーステ（ともにカッセル郡）、東は市町村に属さない地域であるグーツベツィルク・カウフンガー・ヴァルト（ヴェラ＝マイスナー郡）、南東はヘルザ、南はゼーレヴァルト、南西はローフェルデン（いずれもカッセル郡）、北西は郡独立市のカッセルと境を接している。

### 自治体の構成
- ニーダーカウフンゲン
- オーバーカウフンゲン
- パピーアファブリーク: パピーアファブリーク（直訳すると製紙会社）は、かつては、行政上ニーダーカウフンゲンに属していたが、事実上は独立した工業集落を形成していた。工場の他には、数軒の仮設住宅があるだけだった。1930年代から40年代頃に、パピーアファブリークは多くの新築住宅が建設される住宅地になった。

## 歴史

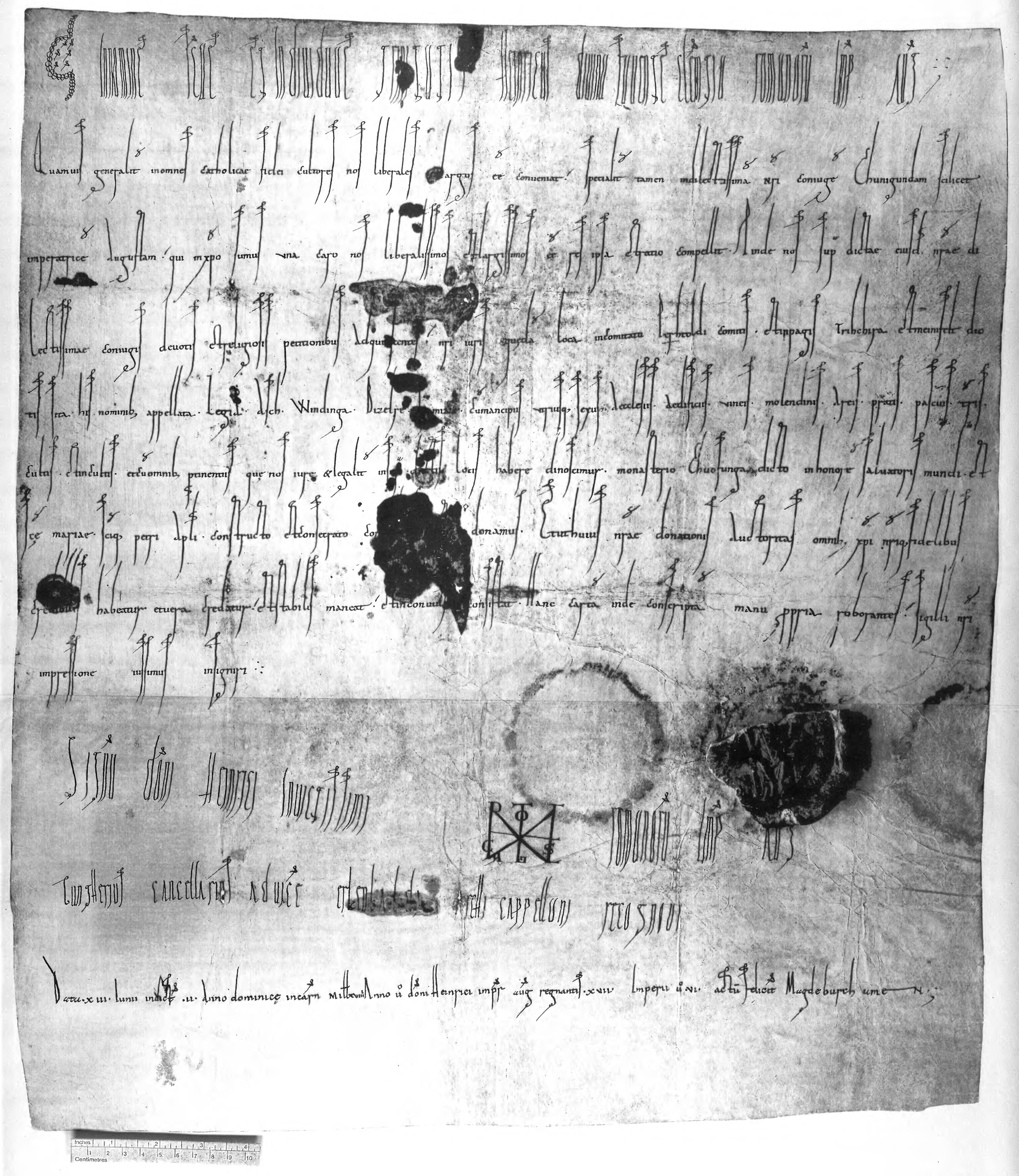
カウフンゲン修道院の皇帝文書

最初の文献上の記録は、1011年の皇帝ハインリヒ2世の文書に "Coufunga" としてなされている。カウフンゲンは、これ以前におそらく皇帝所有の森の管理事務所が置かれていたと考えられている。1008年にハインリヒ2世はカッセル王領を妻クニグンデに化粧領として授けた。これに伴い、王領の管理行政機能は1008年から1011年までの間のいずれかの時点でカウフンゲンに移されたと推定される。これにより、すでに存在していた管理事務所は王の御座所に拡張されたと考えられる。この頃に聖ゲオルク礼拝堂も建設されたが、この時にはすでに王のための2階席が設けられていた。

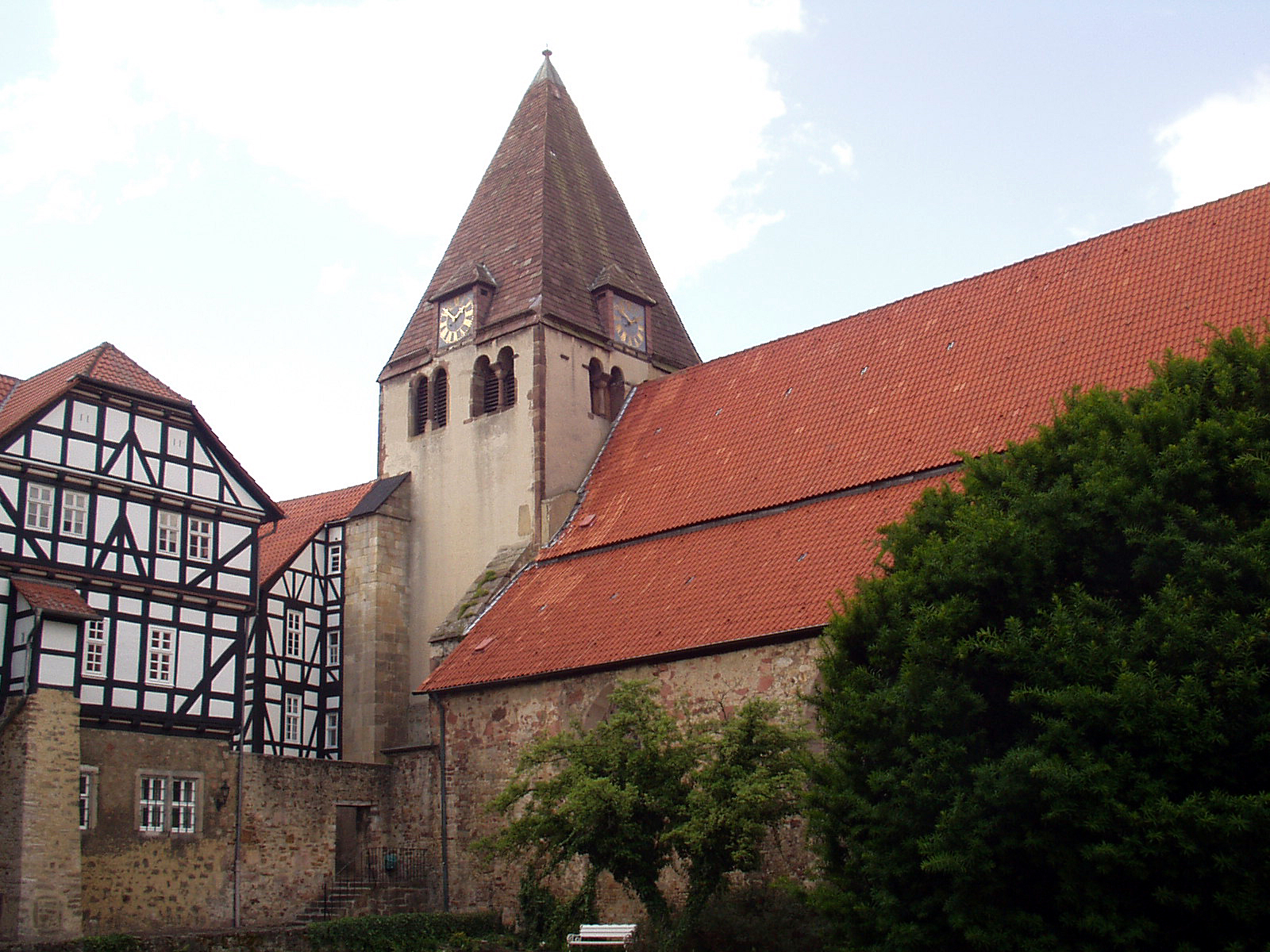
カウフンゲン修道院教会

1017年、王領はベネディクト会修道院領となり、その2年後にニーダーカウフンゲンとオーバーカウフンゲンの2村が寄贈された。1025年7月13日に聖十字架教会（現在の修道院教会）が完成した。
それから4世紀後の1430年頃に、カウフンゲンの森にガラス工房が造られた。1527年に修道院は廃止され、やはり廃止された立誓共唱共住会修道会とともに1532年に「カウフンゲンおよびヴェッター修道院として統合され、アルトヘッシシュ騎士団に委託された。1555年、12の同業組合にカウフンゲン近郊のミョウバン採掘権がレーエンとして授けられた。さらにカウフンゲンは、1580年にはスカンディナヴィアやベルギーと取引があるほどの銅加工業の中心地となった。
ヴェストファーレン王国時代（1807年 - 1813年）には、オーバーカウフンゲンはカウフンゲン郡の行政地であった。
1839年、パピーアファブリーク地区にこの名前が付けられた。この名はニーダーカウフンゲンの製紙会社の施設によるものである。鉄道網によるカッセル＝ヴァルトカペルとの接続は、1879年/80年に実現した。
肺結核療養所は、赤十字の愛国婦人会によって1900年にオープンした。現在では、美しいカウフンゲンの森にある、日常診療や老人ホームを有する老年医学専門病院となっている。ロッセタール・シュターディオンは1954年にスポーツイベントに開放されている。
オーバーカウフンゲンとニーダーカウフンゲンは自由意思に基づき合併し、1970年に自治体カウフンゲンが成立した。生活環境改善のための重要なステップは、褐炭の旧露天掘り採掘場をシュタイナート湖レクリエーション保養公園に改造されたことであった。1977年にロスガング鉱山博物館が、1986年に地域博物館「アルテ・シューレ」がオープンした。カッセル＝ヴァルトカペル線は1985年に旅客営業を停止した後、1998年にこの町がカッセルの路面電車の路線で結ばれることになった際、その軌道として再利用された。2006年まではこの路線をレギオトラムが利用していた。

## 行政

### 町議会
カウフンゲンの町議会は37議席からなる。

### 首長
- 1992年7月 - 2004年7月　ギュンター・ブルクハルト (SPD)
- 2004年7月 - 2010年7月　ペーター・クライン（無所属）
- 2010年7月 - 　アルニム・ロス (SPD)

### 姉妹都市
- アーレ（スウェーデン語版）（スウェーデン、ヴェストラ・イェータランド県）1992年
- ベルティノーロ（イタリア、エミリア＝ロマーニャ州）1997年
- ブデシュティ(Budești)（モルドバ）2003年

## 文化と見所

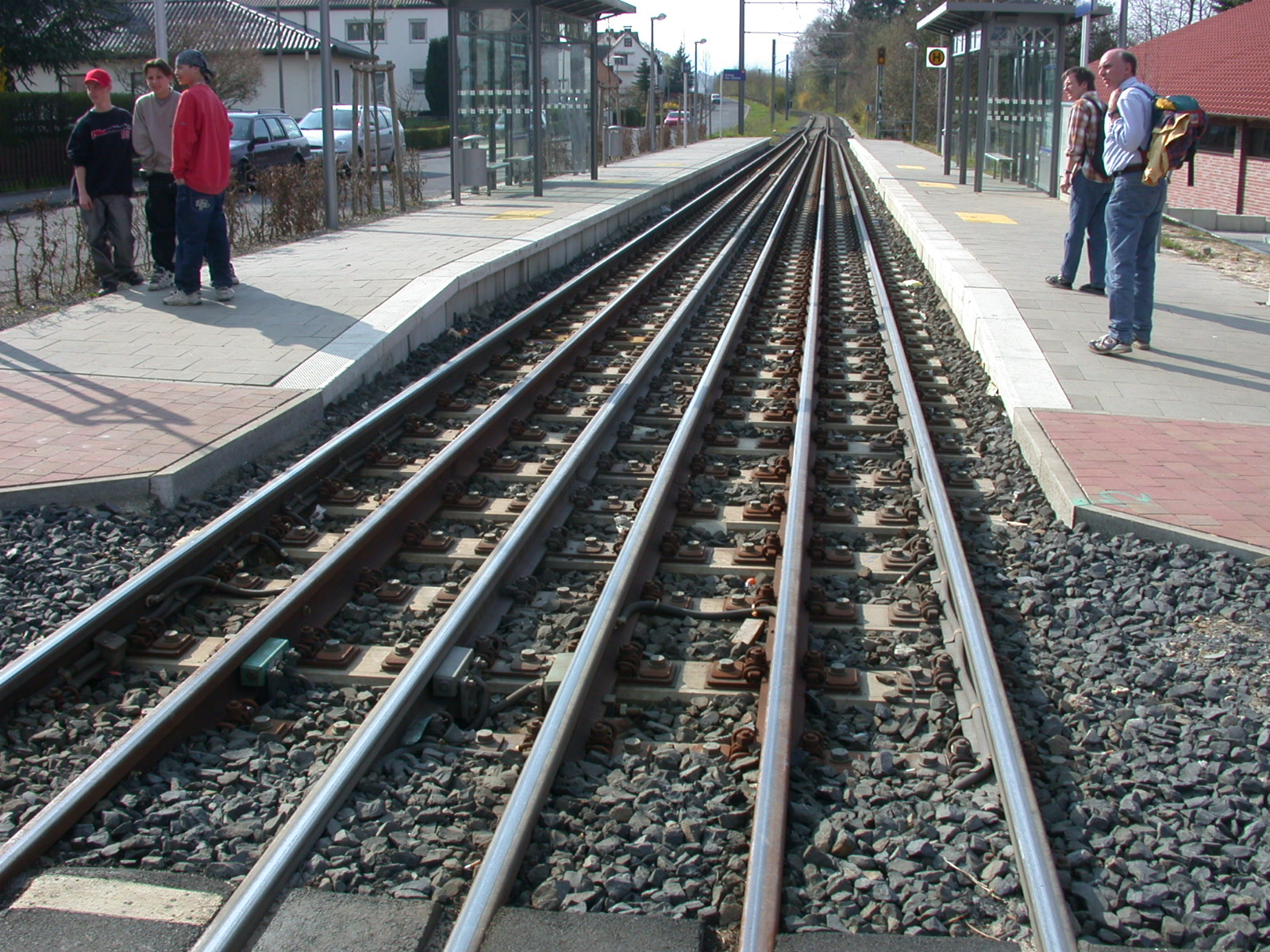
ニーダーカウフンゲン＝ミッテ駅の6本レール構造

- オーバーカウフンゲン修道院教会はヘッセン州北部で最も重要なオットー帝時代後期の建造物である。この教会は皇妃クニグンデの命により建設され、その夫ハインリヒ2世逝去の翌年、1025年7月13日に献堂された。同日、クニグンデは修道女として、1017年に自らが設立したカウフンゲンのベネディクト女子修道院に入った。
- ロスガング鉱山博物館: この博物館は、馬による巻き上げ装置を備えた、かつての褐炭採掘場の古い立坑の傍らにある。ドイツ語圏にこうした古い鉱山建造物はわずかしか遺されておらず、文化史上大変に重要である。
- ニーダーカウフンゲン＝ミッテ駅の6本レール構造は、鉄道技術愛好家にとって特に興味深い構造である。
- 地域博物館「アルテ・シューレ」
- ヘッセン・レンガ博物館オーバーカウフンゲン
- カウフンゲンは、ハーナウからブレーメンに至るドイツ・メルヘン街道沿いに位置する。

### コムーネ・ニーダーカウフンゲン
ニーダーカウフンゲン地区にはドイツ最大のコミューン（ドイツ語で「コムーネ」）がある。ここでは、かつての農地周辺の 10,000 m2 の敷地に約 80 人が暮らし、労働にいそしんでいる。連帯経済が、その重要で中心的な原理である。住民のすべての資産や収入（給料、相続財産や寄附を含む）は共通の資産として運用され、老人養護もこれによって賄われる。この他の原理は、左翼的な政治的立場、合意主義、および小家族的なあるいは血族的な権力構造の否定がある。
多くの住民はいくつかの仕事をなし、託児所、野菜栽培農場、酪農業を営む農場、家具工場と機械工場、全日制養護施設、バイオ＝パーティーサービス、集会場を備えている。

### スポーツ

#### 陸上競技
カウフンゲンには、学生・児童部門がヘッセン全土で成功を収めている陸上競技クラブ LG カウフンゲンがある。国内外で成功した選手として、後に LG アイントラハト・フランクフルトに入団した走高跳のアリアーネ・フリードリヒがいる。LG カウフンゲンは、1970年代の初めから毎年、2つの地域的に有名な市民レース、カウフンガー・ジルヴェスターラウフとカウフンガー・フォルクスラウフを開催している。このうち規模が大きい方のジルヴェスターラウフは、スタート時点で 1000 人以上が参加する。

#### インラインホッケー
カウフンゲン・シャークスは、IHD インラインホッケー・ブンデスリーガで、3回（2005年、2006年、2007年）ドイツ・インラインホッケー・マイスターとなっている。ドイツには2つのインラインホッケー・リーグがある。ドイツ・インラインホッケー・リーガ (DIHL) はドイツ・アイスホッケー連盟によって運営されており、IHD ブンデスリーガはドイツ・ローラースポーツおよびインライン連盟 (DRIV) のインラインホッケー・スポーツ部会が運営している。両リーグはドイツ・マイスターを認定している。

## 経済と社会資本

### 教育
カウフンゲンには、6つの全日制幼稚園、2校の基礎課程学校と1校の総合学校がある。さらに上級の学生は、カッセルに通学する。

## 人物

### ゆかりの人物
- クニグンデ・フォン・ルクセンブルク（975年頃 - 1040年3月3日） - 聖クニグンデ。カウフンゲン修道院で生誕。
- マルティナ・ミュラー（1980年 - ） - 女子サッカー選手。ジュニア時代に SG カウフンゲンでプレイした。